# Roneve

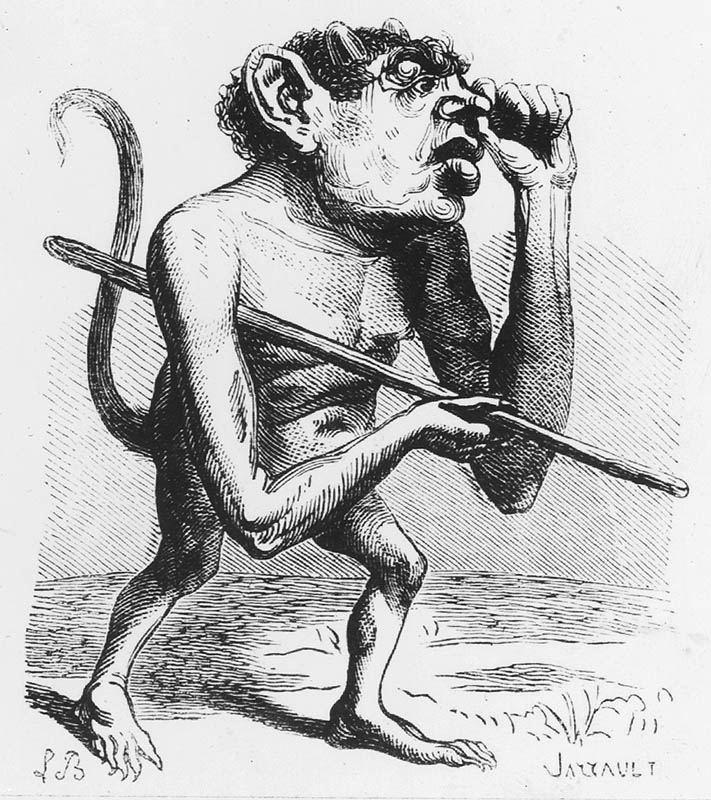
Gravure de Louis Le Breton pour l'édition de 1863 du Dictionnaire infernal

Roneve, Ronwe ou Ronove est un démon issu des croyances de la goétie, science occulte de l'invocation d'entités démoniaques.
Le Lemegeton le mentionne en 27e position de sa liste de démons tandis que la Pseudomonarchia daemonum le mentionne en 26e position.
Marquis et comte de l'enfer, il apparait sous l'apparence d'un monstre. Il possède le pouvoir d'apporter la connaissance des langues et de la rhétorique, ainsi que la bienveillance de tout le monde. Dix-neuf cohortes infernales sont sous ses ordres. 
Il est présent dans le visual novel Umineko no Naku Koro Ni, en tant que serviteur de Béatrice, la sorcière dorée. 

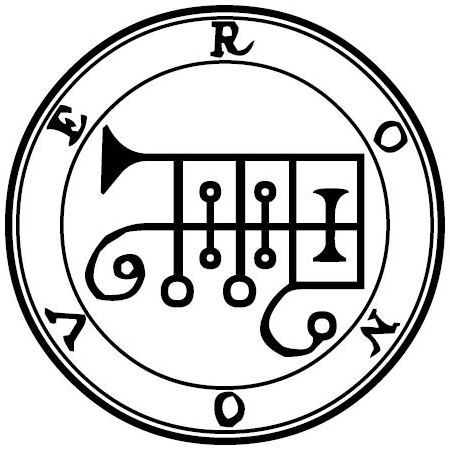
Le sceau de Roneve selon Mathers.